# トルビョルン・ベリマン
トルビョルン・ベリマン（Torbern Olof Bergman、1735年3月20日 - 1784年7月8日）は、スウェーデンの化学者、鉱物学者である。化学的親和性の当時としては最大の表が掲載された1775年に出版した Dissertation on Elective Attractions の著者として知られる。化学種（元素、イオンなど）にアルファベットをつけた化学者である。

## 生涯
Katrineberg に生まれた。ウプサラ大学で学び、1758年に博士号を得た。物理学と数学の講師を務めたあと、化学の教授となった。定量分析の発展に貢献し、化学的性質と外観による鉱物の分類の手法を発展させた。金属、特にビスマスとニッケルの研究で知られる。1771年にジョセフ・プリーストリーに4年遅れて人工的な炭酸水を作る方法を発明した。白亜（炭酸カルシウム）に硫酸を反応させることによって、炭酸水を作成した。
有名な化学者となったカール・ヴィルヘルム・シェーレに財政的支援を与えたことでも知られ、シェーレがベリマンの最大の発見であったといわれることもある。1764年にスウェーデン科学アカデミーの会員に選ばれた。

## 著書
- Dissertation on Elective Attractions, 1775年
- Essays, Physical and Chemical, 1779年 - 1781年
- Physick Beskrifning Ofver Jordklotet, 1766年
- Opuscula physica et chemica, 1779-1888年

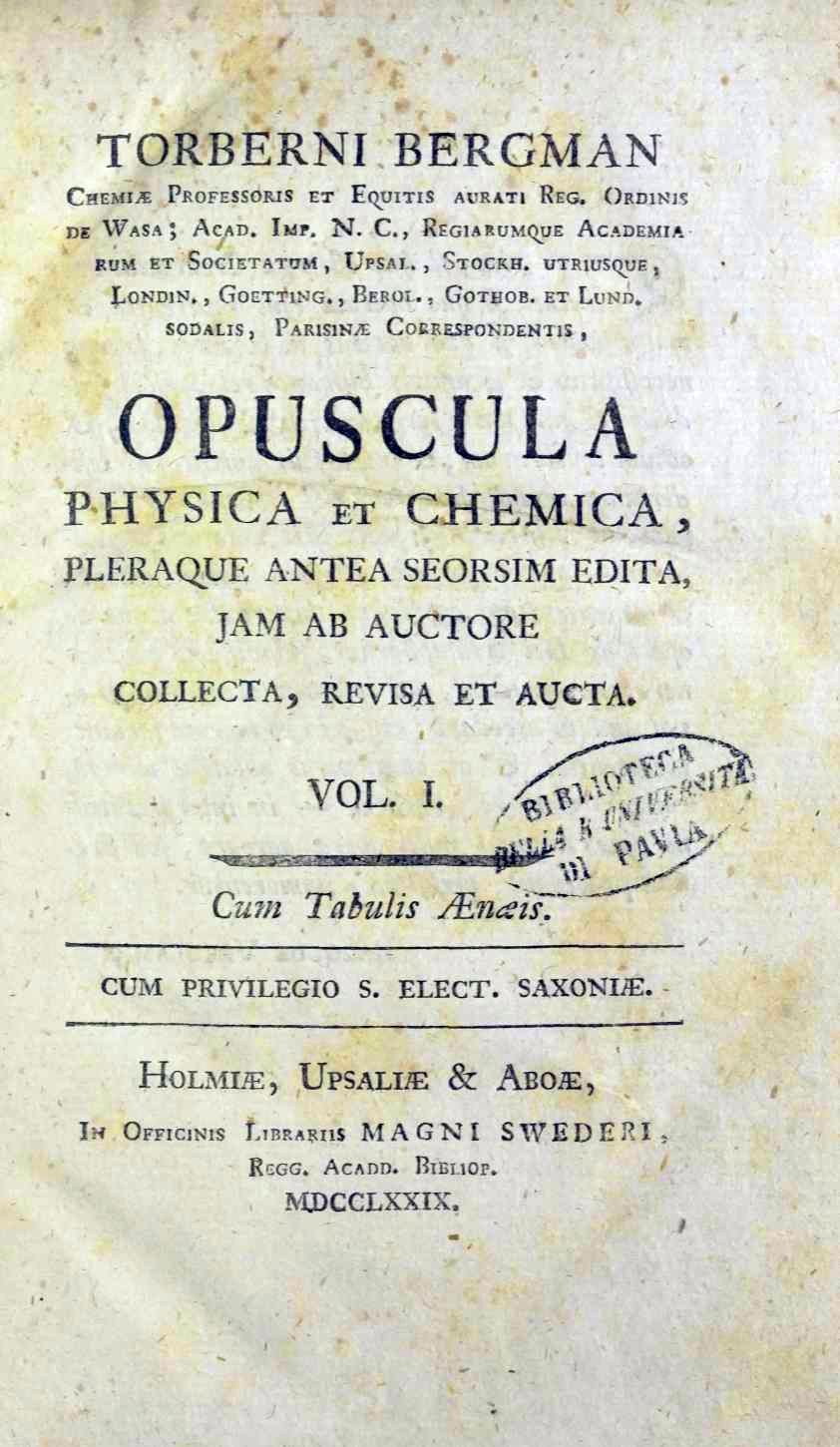
Opuscula physica et chemica, 1779